# Chorilia
Chorilia is een geslacht van kreeftachtigen uit de klasse van de Malacostraca (hogere kreeftachtigen).

## Soorten
- Chorilia japonica (Miers, 1879)
- Chorilia longipes Dana, 1851
- Chorilia turgida Rathbun, 1924